# Chianni
Chianni is een gemeente in de Italiaanse provincie Pisa (regio Toscane) en telt 1582 inwoners (31-12-2004). De oppervlakte bedraagt 62,0 km², de bevolkingsdichtheid is 26 inwoners per km².

## Demografie
Chianni telt ongeveer 695 huishoudens. Het aantal inwoners daalde in de periode 1991-2001 met 3,2% volgens cijfers uit de tienjaarlijkse volkstellingen van ISTAT.
| Jaar | Inwoneraantal |
| ---- | ------------- |
| 1991 | 1614          |
| 2001 | 1563          |

## Geografie
De gemeente ligt op ongeveer 284 m boven zeeniveau.
Chianni grenst aan de volgende gemeenten: Casciana Terme, Castellina Marittima, Lajatico, Riparbella, Santa Luce en Terricciola.

## Galerij

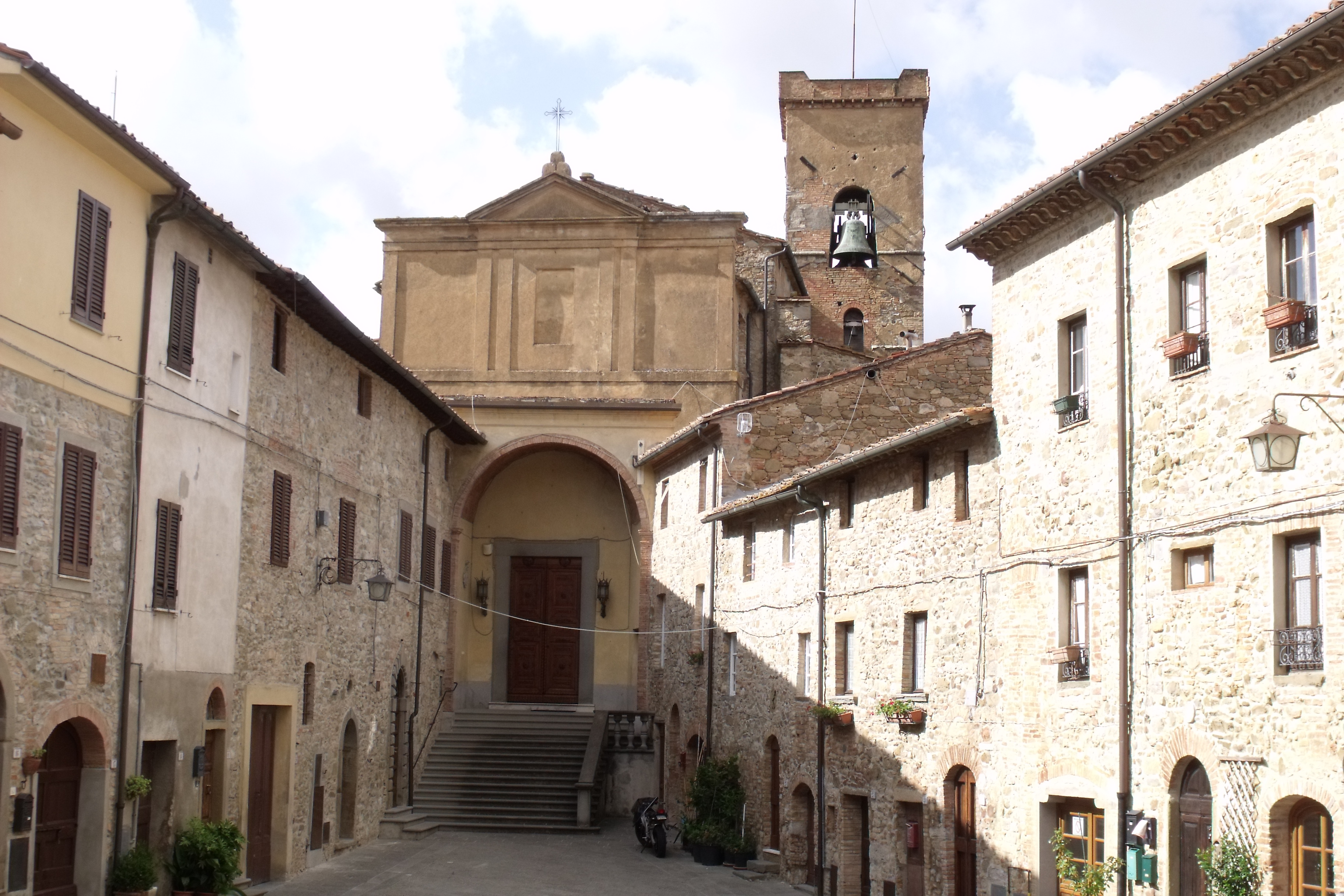
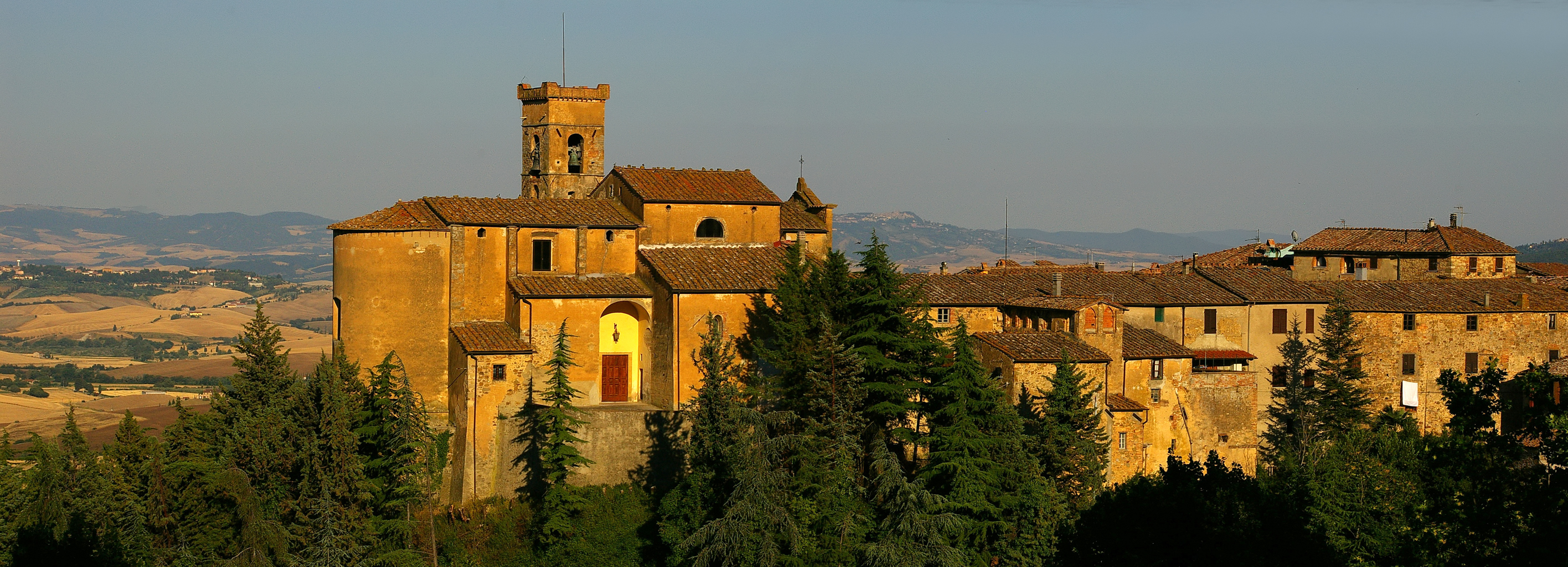
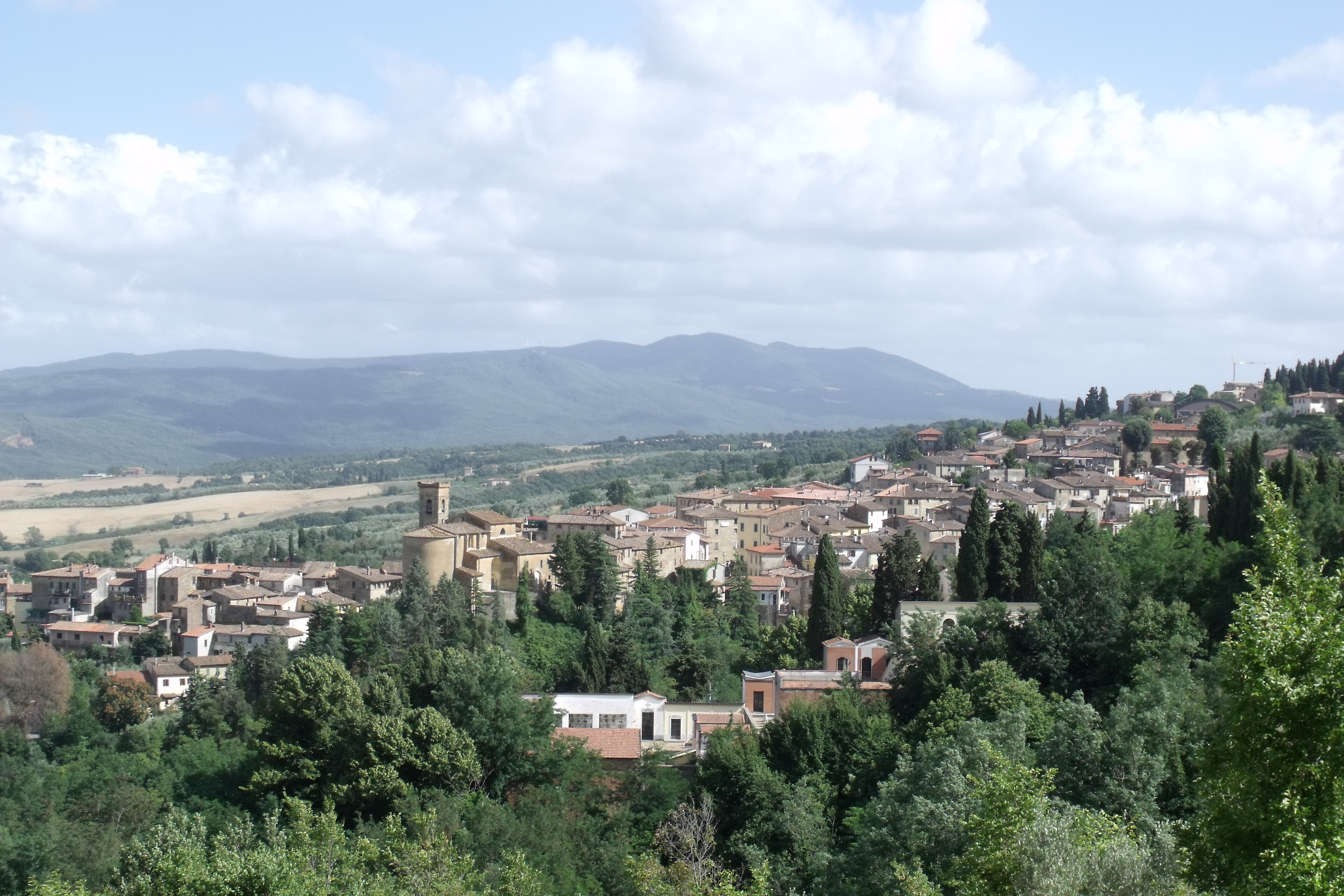